# Brian Ocampo
Brian Ocampo (Florida, 1999. június 25. –) uruguayi válogatott labdarúgó, a spanyol Cádiz csatárja.

## Pályafutása

### Klubcsapatokban
Ocampo az uruguayi Florida városában született. Az ifjúsági pályafutását a Quilmes de Florida csapatában kezdte, majd a Nacional akadémiájánál kezdte.
2018-ban mutatkozott be a Nacional első osztályban szereplő felnőtt keretében. 2022. augusztus 28-án négyéves szerződést kötött a spanyol első osztályban érdekelt Cádiz együttesével. Először a 2022. szeptember 2-ai, Celta Vigo ellen 3–0-ra elvesztett mérkőzésen lépett pályára. Első gólját 2023. január 16-án, az Elche ellen hazai pályán 1–1-es döntetlennel zárult találkozón szerezte meg.

### A válogatottban
Ocampo 2019-ben tagja volt az uruguayi U20-as válogatottnak.
2021-ben debütált a felnőtt válogatottban. Először a 2021. június 19-ei, Argentína ellen 1–0-ra elvesztett mérkőzés 65. percében, Nicolás de la Cruzt váltva lépett pályára.

## Statisztikák
2023. február 10. szerint
| Klub     | Szezon   | Osztály  | Bajnokság | Bajnokság | Kupa  | Kupa | Nemzetközi | Nemzetközi | Összesen | Összesen |
| Klub     | Szezon   | Osztály  | Meccs     | Gól       | Meccs | Gól  | Meccs      | Gól        | Meccs    | Gól      |
| -------- | -------- | -------- | --------- | --------- | ----- | ---- | ---------- | ---------- | -------- | -------- |
| Cádiz    | 2022–23  | La Liga  | 17        | 1         | 1     | 0    | —          | —          | 18       | 1        |
| Összesen | Összesen | Összesen | 17        | 1         | 1     | 0    | 0          | 0          | 18       | 1        |

### A válogatottban
| Válogatott | Év       | Pályára lépés | Gól |
| ---------- | -------- | ------------- | --- |
| Uruguay    | 2021     | 1             | 0   |
| Összesen   | Összesen | 1             | 0   |

## Sikerei, díjai
Nacional
- Primera División
  - Bajnok (3): 2019, 2020, 2022

- Uruguayi Szuperkupa
  - Győztes (1): 2021

Uruguayi U20-as válogatott
- Dél-amerikai játékok
  - Ezüstérmes (1): 2018